# Acylita dukinfieldi
Acylita dukinfieldi är en fjärilsart som beskrevs av William Schaus 1894. Acylita dukinfieldi ingår i släktet Acylita och familjen nattflyn. Inga underarter finns listade i Catalogue of Life.